# Паста на фурна
Пастата на фурна или тѝмбало-то от паста (на италиански: pasta al forno или timballo di pasta) е характерно ястие от италианската кухня, приготвено от паста, обикновено къса паста, покрита със сос и сирена и сготвена на фурна.

## История
Точното даване на времево или културно измерение на този гастрономически продукт е почти невъзможно. Това е пряка последица от факта, че пастата е позната както в западния, така и в азиатския свят от раждането на селското стопанство и нейното приготвяне на фурна с добавянето на повече съставки освен обикновеното ѝ овкусяване е доста интуитивно, както и продиктувано от нуждата от използване на остатъците от други ястия. Естествената гъвкавост, която неизбежно характеризира приготвянето на печената паста, както и нейната простота я превръщат в символ на италианската кухня.
Пастата на фурна би могла да се раздели най-общо на две големи категории:
- вариант с бешамел, роден в ренесансовите дворове на Северно-Централна Италия като беден вариант на пайове с месо, от който вероятно произлизат най-известните ястия като лазаня на фурна и емилиански канелони.
- т. нар. pasta 'nfurnàta или ' ncasciata (печена или вградена паста) – едно от най-характерните ястия от Южна Италия (особено в провинция Месина, по-специално в Мистрета и провинция Катания). Води своя произход от древните традиции, свързани с разкошните тимбали, които арабите въвеждат в Сицилия по време на своето господство, датиращо от 9 век, на което дължим името timballo.[1][2]

## Приготвяне
Това разнообразно приготвяне не познава точни стандарти по отношение на съставките: видът приготвяне, традиционно присъстващ в италианското кулинарно колективно въображение, обикновено се използва за извличане на всякакви вариации, които вдъхновението и кулинарната креативност могат да предложат.
За получаването на това традиционно ястие се използват различни видове къса и средна по дължина паста, основно ригатони, пене, тортилиони, дзити, макарони и др. Ако традиционното приготвяне в Месина изисква използването на типичните макарончини, традицията в Палермо вместо това изисква използването на типичната пръстеновидна форма на анелетите, която придава на ястието характеристика, подобна на сформато или тимбало. Пастата, сварена доста „ал денте“ (твърдо, понеже завършва готвенето си във фурната), отцедена и добре смесена със соса, се разпределя на слоеве в леко намазнена тава или в съд от пирекс (или върху който е намазан много тънък слой сос) и се редува със съставки, свързани с местните традиции. За да има качествен резултат, е необходимо да се приготви отличен сос, повече или по-малко сложен, но с прости стъпки и с качествени суровини. И тук има много вариации в зависимост от местните традиции, но като цяло сосът се състои от мляно говеждо и/или свинско месо, запържено заедно с нарязан на дребно лук, овкусено с ароматни билки, сол и черен пипер, и смесено с хубаво червено вино. След това се прибавя доматеният сос и се оставя да къкри половин час, за да може всичко да придобие аромат и вкус.
Съставът на слоевете по същество се основава на класическия пълнеж от сирена като меките провола или качокавало, колбаси  – (предимно) варено прошуто или такова на кубчета, салам или по-често типичната калабрийска скиачата или сопресата, нарязани на филийки твърдо сварени яйца и пържени кюфтенца. След като се разпредели един последен слой паста, когато се затвори, всичко се покрива с обилно настърган пармезан, за да се благоприятства гратинирането на цялото, и характерното покафеняване и хрупкаво извиване на пастата от горния слой.
Сицилианската версия включва сред съставките и неизбежните патладжани, обикновено нарязани на тънки филийки и пържени или на кубчета. Приготовленията във всеки случай могат да бъдат много и доста оригинални: има доста разпространени вариации на базата на бели сосове с лук и кайма или бешамел, който най-често се използва за подобряване на зеленчуковия пълнеж като този с артишок или радикио. Всяко ястие с паста на фурна поема културата на мястото, където се приготвя, и затова печената паста е едно от най-популярните и обичани ястия в Италия благодарение на разнообразието от нюанси, които може да има.